# Флотрон, Марианн
Мариа́нн Флотро́н (нем. Marianne Flotron; род. 24 июня 1966, Цюрих) — швейцарская кёрлингистка.

## Достижения
- Чемпионат мира по кёрлингу среди женщин: бронза (1987).
- Чемпионат Европы по кёрлингу: золото (1996), серебро (1989).
- Чемпионат Швейцарии по кёрлингу среди женщин: золото (1987, 1997).
- Чемпионат Европы по кёрлингу среди юниоров: золото (1986).
- Чемпионат Швейцарии по кёрлингу среди юниоров: золото (1984, 1986).
- Чемпионат Швейцарии по кёрлингу среди ветеранов: бронза (2018, 2025).

## Команды
| Сезон   | Четвёртый       | Третий          | Второй                 | Первый            | Запасной                               | Турниры                      |
| ------- | --------------- | --------------- | ---------------------- | ----------------- | -------------------------------------- | ---------------------------- |
| 1984    | Марианн Флотрон | Beatrice Arnold | Беатрис Фрай           | Jacky Zenhäusern  |                                        | ЧШЮ 1984                     |
| 1984    | Марианн Флотрон | Beatrice Arnold | Беатрис Фрай           | Diana Meichtry    |                                        | ЧЕЮ 1984 (4 место)           |
| 1986    | Марианн Флотрон | Sandra Burkhard | Беатрис Фрай           | Гизела Петер      |                                        | ЧШЮ 1986 · ЧЕЮ 1986          |
| 1986—87 | Марианн Флотрон | Гизела Петер    | Беатрис Фрай           | Каролина Рюк      |                                        | ЧШЖ 1987 · ЧМ 1987           |
| 1989—90 | Марианн Флотрон | Daniela Sartori | Esther Christen        | Каролина Рюк      |                                        | ЧЕ 1989                      |
| 1992—93 | Марианн Флотрон | Tatjana Stadler | Николь Отликер         | Esther Christen   |                                        | ЧЕ 1992 (6 место)            |
| 1996—97 | Мирьям Отт      | Марианн Флотрон | Франциска фон Кенель   | Каролин Бальц     | Аннина фон Планта тренер: Эрика Мюллер | ЧЕ 1996                      |
| 1996—97 | Мирьям Отт      | Мануэла Корман  | Франциска фон Кенель   | Каролин Бальц     | Марианн Флотрон                        | ЧШЖ 1997 · ЧМ 1997 (8 место) |
| 2017—18 | Марианн Флотрон | Erna Widmer     | Ursi Humbel            | Карин Лойтенеггер |                                        | ЧШВ 2018                     |
| 2024—25 | Марианн Флотрон | Мирьям Отт      | Карин Лойтенеггер Баур | Monika Stadelmann | Ursula Humbel-Schmid                   | ЧШВ 2025                     |

(скипы выделены полужирным шрифтом)